# Richard Norris Williams
Richard »Dick« Norris Williams II, ameriški tenisač, * 29. januar 1891, Ženeva, Švica, † 2. junij 1968, Philadelphia, ZDA.
Richard Norris Williams je v posamični konkurenci osvojil Nacionalno prvenstvo ZDA v letih 1914 in 1916, leta 1913 pa se je uvrstil v finale. Na turnirjih za Prvenstvo Anglije se je najdlje uvrstil v polfinale leta 1924. V konkurenci moških dvojic je osvojil Nacionalno prvenstvo ZDA v letih 1925 in 1926 ter Prvenstvo Anglije leta 1920, v konkurenci mešanih dvojic pa Nacionalno prvenstvo ZDA leta 1912. Nastopil je na Poletnih olimpijskih igraj 1924, kjer je osvojil naslov olimpijskega prvaka med mešanimi dvojicami, v posamični konkurenci pa se je uvrstil v četrtfinale. V letih 1913, 1921, 1923, 1925 in 1925 je bil član zmagovite ameriške reprezentance v tekmovanju International Lawn Tennis Challenge. Leta 1957 je bil sprejet v Mednarodni teniški hram slavnih.

## Finali Grand Slamov

### Posamično (3)

#### Zmage (2)
| Leto | Turnir                       | Nasprotnik v finalu | Rezultat finala         |
| 1914 | Nacionalno prvenstvo ZDA     | Maurice McLoughlin  | 6–3, 8–6, 10–8          |
| 1916 | Nacionalno prvenstvo ZDA (2) | William Johnston    | 4–6, 6–4, 0–6, 6–2, 6–4 |

#### Porazi (1)
| Leto | Turnir                   | Nasprotnik v finalu | Rezultat finala    |
| 1913 | Nacionalno prvenstvo ZDA | Maurice McLoughlin  | 4–6, 7–5, 3–6, 1–6 |

### Moške dvojice (7)

#### Zmage (3)
| Leto | Turnir                       | Partner          | Nasprotnika v finalu                 | Rezultat finala      |
| 1920 | Prvenstvo Anglije            | Chuck Garland    | Algernon Kingscote James Cecil Parke | 4–6, 6–4, 7–5, 6–2   |
| 1925 | Nacionalno prvenstvo ZDA     | Vincent Richards | Gerald Patterson Jack Hawkes         | 6–2, 8–10, 6–4, 11–9 |
| 1926 | Nacionalno prvenstvo ZDA (2) | Vincent Richards | Bill Tilden Alfred Chapin            | 6–4, 6–8, 11–9, 6–3  |

#### Porazi (4)
| Leto | Turnir                       | Partner         | Nasprotnika v finalu          | Rezultat finala          |
| 1921 | Nacionalno prvenstvo ZDA     | Watson Washburn | Vincent Richards Bill Tilden  | 11–13, 10–12, 1–6        |
| 1923 | Nacionalno prvenstvo ZDA (2) | Watson Washburn | Brian Norton Bill Tilden      | 6–3, 2–6, 3–6, 7–5, 2–6  |
| 1920 | Prvenstvo Anglije            | Watson Washburn | Frank Hunter Vincent Richards | 3–6, 6–3, 10–8, 6–8, 3–6 |
| 1927 | Nacionalno prvenstvo ZDA (3) | Bill Johnston   | Frank Hunter Bill Tilden      | 8–10, 3–6, 3–6           |

### Mešane dvojice (1)

#### Zmage (1)
| Leto | Turnir                   | Partner             | Nasprotnika v finalu            | Rezultat finala |
| 1912 | Nacionalno prvenstvo ZDA | Mary Kendall Browne | Eleonora Sears William Clothier | 6–4, 2–6, 11–9  |